# Джеймсвілл (Північна Кароліна)
Джеймсвілл (англ. Jamesville) — місто (англ. town) в США, в окрузі Мартін штату Північна Кароліна. Населення — 424 особи (2020).

## Географія
Джеймсвілл розташований за координатами 35°48′43″ пн. ш. 76°54′1″ зх. д. / 35.81194° пн. ш. 76.90028° зх. д. (35.811960, -76.900180).  За даними Бюро перепису населення США в 2010 році місто мало площу 3,61 км², уся площа — суходіл.

## Демографія
Згідно з переписом 2010 року, у місті мешкала 491 особа в 205 домогосподарствах у складі 129 родин. Густота населення становила 136 осіб/км².  Було 256 помешкань (71/км²).
Расовий склад населення:
| - 61,3 % — білих - 34,8 % — чорних або афроамериканців - 0,4 % — азіатів |

До двох чи більше рас належало 2,9 %. Частка іспаномовних становила 2,4 % від усіх жителів.
За віковим діапазоном населення розподілялося таким чином: 25,3 % — особи молодші 18 років, 58,0 % — особи у віці 18—64 років, 16,7 % — особи у віці 65 років та старші. Медіана віку мешканця становила 39,7 року. На 100 осіб жіночої статі у місті припадало 74,7 чоловіків;  на 100 жінок у віці від 18 років та старших — 76,4 чоловіків також старших 18 років.
Середній дохід на одне домашнє господарство  становив 37 916 доларів США (медіана — 33 125), а середній дохід на одну сім'ю — 44 044 долари (медіана — 40 179). За межею бідності перебувало 40,4 % осіб, у тому числі 53,8 % дітей у віці до 18 років та 8,2 % осіб у віці 65 років та старших.
Цивільне працевлаштоване населення становило 172 особи. Основні галузі зайнятості: освіта, охорона здоров'я та соціальна допомога — 18,0 %, роздрібна торгівля — 15,1 %, транспорт — 14,5 %.